# Кронаветер, Рок
Рок Кронаветер (словен. Rok Kronaveter, род. 7 декабря 1986 года, Марибор, Социалистическая Республика Словения) — словенский футболист, полузащитник клуба «Марибор». Выступал за сборную Словении по футболу.

## Клубная карьера
Кронаветер родился в Мариборе, и в возрасте 10 лет поступил в юниорскую школу местного «Железничара». 16 марта 2003 года, в возрасте 16 лет, он дебютировал за основу «Железничара» во втором дивизионе. Своей игрой он привлек внимание команд высшешй словенской лиги, и в 2005 году Рок подписал контракт с «Дравой» из Птуя. Кронаветер сыграл за этот клуб 111 матчей и забил 28 раз. В январе 2010 года игрок перешёл в клуб «Рудар» (Веленье).
В августе того же года игрок получил первый опыт игры за границей, перейдя в «Коттбус», сыграв за 2 года 31 матч и забив 3 гола. Также он сыграл 6 матчей за вторую команду. В 2012 году полузащитник пополнил состав венгерского «Дьёра», сыграв 38 матчей и забив 7 голов за 2 сезона в клубе. За это время он взял и золото, и серебро чемпионата Венгрии. Покинув клуб, в 2015 году он перешел в румынский «Петролул».
Летом 2015 года Кронаветер вернулся на родину, перейдя в «Олимпию» из Любляны. С ней он дважды стал чемпионом, а в сезоне 15/16 стал лучшим бомбардиром чемпионата, разделив награду с двумя другими игроками — Жан-Пьером Менди и Андражем Шпораром; и игроком года. В 2019 году он подписал контракт с клубом из родного города — «Марибор».

## Карьера в сборной
Рок Кронаветер играл в молодежной сборной Словении (до 21 года) с 2005 по 2007 год и сыграл 6 матчей.
В 2016 году он получил шанс выйти на поле за первую сборную страны, и воспользовался им, сыграв 4 матча и забив решающий гол в ворота сборной Словакии (1:0). Этот гол оказался единственным в сборной карьере Рока. В 2017 году Кронаветер был вызван в состав второй сборной Словении, сыграл два матча и забил гол.

## Личная жизнь
Кронаветер — потомственный футболист, ранее в футбол играл его отец, мать занималась гандболом. Также футболистом был его старший брат Давид.
В 2012 году Рок Кронаветер женился на своей подруге Сандре. У них есть 2 ребёнка: Адриана (род. 2011) и Лукас (род. 2013).